# Murasaki Baby
Murasaki Baby est un jeu vidéo de plates-formes et de réflexion développé par Ovosonico et édité par Sony Computer Entertainment, sorti en 2014 sur PlayStation Vita.

## Accueil
- Canard PC : 4/10[1]
- Eurogamer : 8/10[2]
- IGN : 7,5/10[3]
- Game Informer : 6/10[4]
- GameSpot : 7/10[5]